# Porxos medievals (Tarragona)
Porxos medievals és una obra gòtica de Tarragona protegida com a Bé Cultural d'Interès Local.

## Descripció
Porxos medievals fets amb pedra del país. La base són carreus romans reaprofitats.
Té set trams amb arcs apuntats i embigats amb fusta que sosté les cases construïdes a sobre.